# 한승욱
한승욱(1995년 8월 24일 ~ )은 대한민국의 축구 선수이다. 포지션은 미드필더이다.